# Oued Tlélat (distrito)
Oued Tlélat é um distrito localizado na província de Orã, Argélia, e cuja capital é a cidade de mesmo nome. A população total do distrito era de 37 062 habitantes, em 1998.[carece de fontes?]

## Comunas
O distrito está dividido em quatro comunas:
- Oued Tlélat
- El Braya
- Boufatis
- Tafraoui